# Keisuke Hada
Keisuke Hada (Ehime, 20 februari 1978) is een voormalig Japans voetballer.

## Carrière
Keisuke Hada speelde tussen 1996 en 2007 voor Shimizu S-Pulse, Cerezo Osaka en Ehime FC.